# ディラン・クルタン
ディラン・クルタン（Dylan Cretin、1997年5月4日 - ）は、トップ14・リヨンOUに所属するラグビー選手。

## プロフィール
- フランス・アヌマッス出身。
- ポジションはフランカー(FL)。
- 身長 195cm、体重 103kg
- U20フランス代表に選ばれたことがある[1]。
- フランス代表キャップは20(2022年10月現在)。

## 略歴
2016年、リヨンOUに加入。  